# Nagini
Nagini is een slang uit de Harry Potterboekenreeks van J.K. Rowling.
Nagini ("nagini" betekent in het Hindi "slang") is het "huisdier" van de aartsvijand van Harry Potter, Heer Voldemort. Zij verkende voor Voldemort het terrein, toen Voldemort nog geen lichaam had. Nagini is ook een Gruzielement van Voldemort. Ze kan worden gezien als de tegenpool van Felix de Feniks. 
In het vijfde boek heeft Harry in verschillende dromen het idee dat hij de wereld door de ogen van Nagini ziet. Zo droomt hij dat de vader van zijn beste vriend Ron, Arthur Wemel, door de slang wordt gebeten en bijna doodbloedt. Wanneer dit geen droom maar werkelijkheid blijkt te zijn beseft Albus Perkamentus, het schoolhoofd van Zweinsteins Hogeschool voor Hekserij en Hocus-Pocus en hoofd van de Orde van de Feniks, dat Harry en Heer Voldemort door de mislukte poging van Voldemort om Harry te vermoorden aan elkaar zijn verbonden, en dat Harry de emoties van Heer Voldemort kan voelen en op sommige momenten in zijn gedachten kan doordringen.
In het zevende boek doodt Nagini Severus Sneep, in opdracht van Voldemort, door Sneep in zijn nek te bijten. Aan het einde van het boek wordt Nagini zelf gedood door Marcel Lubbermans. Hij onthoofdt Nagini met het zwaard van Griffoendor.
In de film Fantastic Beasts: The Crimes of Grindelwald is te zien dat Nagini eigenlijk een Maledictus (iemand met een bloedvloek die uiteindelijk volledig in een dier zal veranderen) is. Hierin werd ze gespeeld door Claudia Kim.